# Они жили в Ленинграде
Тема пьесы — воинствующее милосердие, но в пьесе она обернулась личной судьбой пятерых главных действующих лиц и звучит — особенно в финале — не как ленинградская тема, при всей ее специфике, а как тема всей войны.
«Они жили в Ленинграде» — пьеса о бытовых отрядах, написанная Ольгой Берггольц совместно с Г. Макогоненко в 1943 году в блокадном Ленинграде.
Создаваемая как киносценарий, после переработки в пьесу получила название «Рождены в Ленинграде», впервые поставлена в 1945 году.

## Содержание
Действие пьесы начинается в самый трагический момент Блокады Ленинграда: фашистам удалось захватить Тихвин и тем самым замкнуть второе кольцо блокады. Норма выдачи хлеба изменена в сторону уменьшения пятый раз: рабочим — до двухсот пятидесяти граммов, служащим, иждивенцам и детям — до ста двадцати пяти. В этих условиях по инициативе Приморского райкома ВЛКСМ в городе начинают действовать бытовые отряды.
Ольга Берггольц в ходе написания и подготовке к постановке пьесы в ряде частных писем так определяла пьесу:

Это — Ленинград зимой сорок первого — сорок второго года; комсомольцы бытовых отрядов. У нас были такие отряды — Они ходили по диким тогдашним домам и спасали тех, кто уже не мог встать. И спасли десятки тысяч людей. Сами же были в таких же условиях — то есть также голодали и еле ходили…— Ольга Берггольц, из письма завлиту Камерного театра Николаю Оттену от 17 марта 1943 года

### Историческая основа
В основу пьесы легли подлинные факты работы «бытовых отрядов» ленинградских комсомольцев. Берггольц лично была знакома с их деятельностью, ещё в радиопередаче 1943 года она отмечала:

Мы говорим — Полина Догадаева, и имя комсомолки, создавшей первый бытовой отряд в страждущем зимой сорок первого года Ленинграде, звучит для нас, как символ воинствующего милосердия и великодушия. … Преданная Родине до самопожертвования — вот какова наша молодёжь, вот каковы наши комсомольцы.— Ольга Берггольц, из выступления по ленинградскому радио в связи с 25-летием Комсомола, 25 октября 1943 года
В архиве Берггольц осталась толстая папка с материалами: донесения бытовых отрядов, сводки райкомов комсомола, вырезки из газет, выписки из дневников блокадников.

В архиве Берггольц сохранилось множество отчетов таких бригад о проделанной работе. Повествование настолько достоверно, что знающему историю блокады и сегодня нетрудно восстановить события тех дней. И даже назвать завод, например, который строил баржи для перевозки продовольствия по Ладоге, подразделение морской пехоты, охранявшее Дорогу жизни, и т. д. В этой достоверности авторы дают срез блокадной жизни.— Нева: № 5 за 2003 год - стр. 188

## История создания
Произведение написано как киносценарий в блокадном Ленинграде зимой 1943 года по заданию ЦК ВЛКСМ, но у авторов сразу возникла мысль о переработке сценария в пьесу, о чём Берггольц сообщила обратившемуся к ней по поводу возможности постановки завлиту Камерного театра Николаю Оттену:

Мы пишем, вернее уже отделываем литературный сценарий для кинокартины но заданию ЦК ВЛКСМ. […] у нас была (и есть) мысль, что на канве этого сценария можно сделать пьесу. — сценарий даже более «театрален», чем кинематографичен.— Ольга Берггольц, из письма завлиту Камерного театра Николаю Оттену от 17 марта 1943 года
Пьеса написана Ольга Берггольц в соавторстве с Георгием Макогоненко, однако, основной литературный труд лёг на плечи Берггольц. При этом, как отметила Н. А. Громова, соавторы этой пьесой «пытались отрефлексировать свой блокадный опыт, пьеса стала их общим делом, они по-настоящему были вместе», в 1949 году они поженились.
В ходе работы над пьесой Берггольц читала её партийному и комсомольскому активу Московского района Ленинграда:

Слушали и принимали пьесу — исключительно! Мы были поражены даже тем, что, например, отдельные голоса относительно того, что «секретари райкома от голода не умирали», были заглушены бурными возражениями остальных, — «А все равно это правильно, ведь он пожертвовал своей жизнью как лучший». Косноязычно, но горячо люди говорили о том, что «эта драма будит самые благородные чувства». … мы были глубоко обрадованы тем, что дошло главное, обрадованы взволнованной реакцией тех самых людей, о которых, собственно, и писали пьесу.
Также Берггольц читала пьесу коллективу ленинградского театра — актёрам, пережившим блокаду лично, в результате отказавшись от постановки пьесы в Ленинграде, так как по её мнению, личный блокадный опыт актёров — опыт голода — помешал бы им исполнять роли — актёры были зациклины на теме голода:

И вот, несмотря на то, что говорили они одно самое восторженное, некоторые выступления просто огорчили нас — так как, понимаете, вдруг актёр начал требовать приземленной правдивости… Например: «больше показать, что они — голодные». А мы ведь вовсе не о голоде пьесу писали и вовсе не стремились дать возможность „играть голод“ — это же бессмысленно и как раз не более чем «отображение»! Было, например, такое возражение: «Наташа — слишком хороша. Пусть она украдет у кого-нибудь кусок хлеба, тогда в образе будет больше движения» (?), Мы, конечно, неопытные драматурги, очень неопытные, но никак не можем согласиться с тем, что для того, чтобы образ был „живым“, ему необходимо придать какую-нибудь мелкую пакость. По-нашему, это самая избитая схема.— Ольга Берггольц, из письма завлиту Камерного театра Николаю Оттену от 17 марта 1943 года
Опубликована пьеса была под названием «Они жили в Ленинграде» в феврале 1944 год в № 1-2 журнала «Знамя».

## Постановки
Впервые — неофициально — пьеса была поставлена в феврале 1945 года в Московском театре санитарного просвещения, режиссёр Ю. Коршун, при этом консультантом выступил Ю. Завадский.

### Камерный театр Таирова
Премьера спектакля состоялась 7 ноября 1945 года под названием «Верные сердца» в московском Камерном театре Таирова, режиссёр-постановщик Н. Сухоцкая.
В роли Сосновского выступил актёр Павел Гайдебуров.
Интересно, что сестра Ольги Берггольц — актриса этого театра Муся Берггольц предложила сестре просить режиссёра дать ей роль в постановке, но Ольга Берггольц отказала сестре, в дневнике описав муки разговора на эту тему: «… сказать Мусе, что она — не актриса … но держать дольше в заблуждении относительно её талантов — если их нет, — не предательство ли?». Однако, Мария Берггольц в тюлевом закулисье читала блокадные стихи Ольги Берггольц, включённые режиссёром в постановку.
В статье о Камерном театре Таирова в Театральной энциклопедии спектакль отнесён к лучшим послевоенным спектаклям театра.

«Мы в Ленинграде не умирали, а рождались» — это не резюмирующая фраза, а подлинная идея пьесы и спектакля, которую мы и стремились воплотить в сценическую жизнь.— режиссёр постановки Александр Таиров, из Докладной записки в Комитет по делам искусств, 1945 год

### Драматический театр имени В. Ф. Комиссаржевской
В 1961 году пьеса была поставлена режиссёром Ильей Ольшвангером в Театре им. Комиссаржевской — спектакль назывался «Рождены в Ленинграде». 
В спектакле играли Николай Боярский (Сосновский) и Алиса Фрейндлих (Маша) для которой это была её первая драматическая роль. 
В одном эпизоде постановки звучал голос самой Ольги Берггольц — запись её выступления по ленинградскому радио перед новым, 1942 годом.
Как отмечал журнал "Театральная жизнь": "..профессор Сосновский (эту роль очень искренне исполнял Н. Боярский) на фоне знаменитой музыкальной темы нашествия Седьмой симфонии произносил шедшие из самой глубины сердца слова: …: «Я — русский человек…. В этом городе я родился и состарился.. Стыдно было бы мне, старику, бежать отсюда. Я его дряхлый, но верный сын». Непомерное испытание свалит, прикует к постели этого старого, больного человека. Но его не оставят, не забудут".

Я хорошо помню, что премьерные показы проходили едва ли не в гробовой тишине… Казалось, зрители забывали о том, что актёров полагается провожать аплодисментами. Заканчивался спектакль — люди стояли молча. Люди плакали, а некоторые — навзрыд. Плакали и мы, когда после премьеры Ольга Федоровна Берггольц пригласила нас на банкет, который проходил в ресторане Дома писателя, бывшем Шереметевском дворце. Он начался около 10 часов вечера. Мы вошли в темное помещение ресторана. На столах стояли зажженные свечи (как в блокадные вечера). И угощение было тоже «блокадным» — печёная картошка, водка и хлеб…— Александра Дэльвин
Спектакль этот долго и заслуженно пользовался большим успехом у зрителей.
В 1964 году Ольга Берггольц писала об этой постановке пьесы:

Я счастлива, что вот уже третий год в репертуаре этого театра есть и моя пьеса. … На премьеру её все артисты и работники театра, не сговариваясь, и — что самое удивительное и трогательное — множество зрителей пришли с медалями «За оборону Ленинграда». Не ради пустого хвастовства говорю я это, но для того, чтоб лишний раз подчеркнуть, как умеет хранить город-герой свои революционные и боевые традиции — хранить не умственно, а всем сердцем.— Ольга Берггольц

## Критика

### Критика в Ленинграде и неснятый фильм
25 июня 1944 года готовый сценарий как «сырой и незавершенный» был резко раскритикован на бюро горкома комсомола, принявшем специальное решение «О киноповести О. Берггольц „Они жили в Ленинграде“». В решении, в частности, отмечалось, что в киноповести «отряды ленинградских комсомольцев вульгаризованы… неправильно освещена роль комсомола в организации быта трудящихся нашего города… Автор показывает, что возникновение бытовых отрядов было дело стихийным, случайным явлением».
Но сценарий на редколлегию был представлен заочно — без участия авторов, и, как оказалось, при редактировании в Сценарной студии при Комитете по делам кинематографии в него были внесены изменения — без ведома авторов, и Берггольц назвала этот вариант «подсунутым членам редколлегии», направив резкий протест на решение редколлегии:

Мы полагали, что имеем дело с людьми, элементарно уважающими авторские права… Но, оказывается, воспользовавшись нашим отсутствием, кто-то, не согласовав с нами буквально ничего, так «выправил» и «отредактировал» наш сценарий, что в результате получилась совершенно другая вещь, Искажающая весь Наш Замысел, и прежде всего выброшена как раз та правда блокады, та суровость и показ испытаний, в отсутствии которых упрекали нас на заочном для нас совещании редколлегии. … Мы не понимаем только, как у студии хватает элементарного человеческого стыда, — сначала потихоньку от авторов, кастрировать, опошлить вещь, начисто лишить её правдивости и остроты, а потом, ничтоже сумняшеся, вручить ханжеское письмо с поучением, что они «обязаны со всей силой и правдой показать Испытания, выпавшие на долю советских людей, и не уходить от этой правды». Да ведь это же цинизм, не имеющий образца, просто гангстерство какое-то.
Переделав сценарий в пьесу Ольга Берггольц искала в Ленинграде режиссёра и театр для её постановки, но пьесу удалось поставить только в Москве.
Но и на поставленный московским Камерным театром Таирова спектакль в январе 1948 года в Ленинграде в газете «Ленинградская правда» появилась разгромная рецензия Симона Дрейдена «О фальшивой пьесе и плохом спектакле», где он обвинил авторов в примитивном и поверхностном решении больших вопросов. В дневнике за 8 февраля 1948 года Ольга Берггольц выразила опасение, что эта рецензия — начало компрометации перед планируемым её арестом, однако, вскоре Дрейден сам был арестован.
Несмотря на дальнейший успех постановок пьесы, фильм так и не был снят, но спустя 40 лет — в 1985 году, тема съёмок поднималась в журнале «Звезда»: «И если немного помечтать, то можно представить себе кинорежиссера, который, взяв в руки книгу, увидит современное прочтение этой темы и захочет поделиться им со зрителями».

### Литературоведческая и театральная критика
В дальнейшем негативных отзывов о пьесе не было, и каждое последующее десятилетие критика высоко оценивала пьесу:

Героями пьесы выступали комсомольцы «бытового отряда», показанные лирически проникновенно. Условия блокадного ленинградского быта разрабатывались любовно и тщательно. Драматурги пережили их вместе со своими героями, и в художественной реальности этой пьесы борьба с обстоятельствами действительно помогала раскрыться героическим характерам. Не один из героев в отдельности, но все герои вместе совершали исключительный подвиг, который в авторском показе граничил с подвижничеством. Драматически преломлялись мотивы «Ленинградской поэмы» и лирики Берггольц, любимой поэтессы осажденного города-героя. Пьеса говорила о победе человечности, о стойкости, о силе духа. Её гуманистическая тема противостояла жестокости фашистской осады.— Очерки истории русской советской драматургии, 1917-1934, Том 2 - ЛГИТМиК, Искусство, 1963

В пьесе на первый план вынесены моральные проблемы, во все времена важные для людей, вступающих в жизнь. Герои пьесы сражаются против малодушных, клеймят позором трусов, мечтают о будущем. Секретарь райкома партии исподволь подводит ребят к пониманию, что для иных из них будущее может не наступить. И не потому, что, что снаряд противника не выбирает, в кого угодить — в юного или старого. Какое ждёт будущее того, кто стремится лишь выжить? Жить для того, чтобы победить врага, — вот главное, вот на что нацеливали коммунисты гражданский порыв молодежи. Об этом, собственно, и написала Берггольц свою пьесу.— Д. Т. Хренков, главный редактор «Лениздата», 1979

Впечатляющий образ города, страдающего от бомбежек и обстрелов, стынущего в ледяных объятиях зимы 1941—1942 гг., но не сломленного, не сдавшегося врагу, встает со страниц киноповести О. Берггольц и Г. Макогоненко «Они жили в Ленинграде».— «Звезда», 1985

Простая человеческая история без излишнего пафоса, без официоза… Но — житейское мужество, бытийная глубина, высота духа, стойкость в испытаниях…— «Российская газета», 2003

## Издания
- Они жили в Ленинграде. Пьеса в 4-х действиях, 9-ти картинах. [2-е изд.] (В соавторстве с О. Ф. Берггольц). М, Издание отдела распространения Всесоюзного управления по охране авторских прав, [1944]. — 52 с.
- Они жили в Ленинграде: пьеса в 4 действиях, 9 картинах Архивная копия от 31 октября 2018 на Wayback Machine / Ольга Берггольц, Георгий Макогоненко. — Москва ; Ленинград : Искусство, 1945. — 111 с.

## Комментарии
1. ↑  Дрейден в воспоминаниях связывал свой арест с «Ленинградскоеим делом», утверждая, что против него велась «космополитская» кампания — его имя было в статье «Правды» о «группе критиков-антипатриотов», а драматург Б. Ромашов в «Известиях» писал как травили лучших советских драматургов «все эти гурвичи, юзовские, дрейдены». Осуждён по ст. 58-10 за антисоветскую агитацию[14].